# Осада Медины
Осада Медины (июнь 1916 — январь 1919 года) — эпизод Арабского восстания и Первой мировой войны.
В июне 1916 года шериф Мекки Хусейн бен Али поднял восстание против Османской империи, планируя с помощью стран Антанты создать арабское государство, простирающееся от Сирии до Йемена. Священный город Медина был одним из важнейших турецких опорных пунктов на арабских территориях, он был конечным пунктом Хиджазской железной дороги.
В октябре 1916 года арабы попытались взять Медину штурмом, однако штурм был отбит турецким гарнизоном, подготовившим хорошие оборонительные позиции. Кроме того, у турок была артиллерия, а у арабов артиллерии не было. По мере распространения арабского восстания вдоль берега Красного моря английскому командованию и его арабским союзникам пришла в голову другая идея по поводу Медины: было решено не штурмовать город, а создать угрозу его штурма, чтобы вынудить турок отвлечь значительные силы для обороны Медины и защиты Хиджазской железной дороги. Для этой цели Нури аль-Саид организовал в Мекке тренировочный лагерь под командованием Азиза аль-Масри. Из бедуинских добровольцев и солдат арабского происхождения, дезертировавших из османской армии, аль-Масри сформировал три пехотные бригады, кавалерийскую бригаду, сапёрное подразделение и три артиллерийских подразделения. Техническую помощь оказывали английские и французские офицеры. Общая численность войск под руководством аль-Масри составила около 6 тысяч человек.
Аль-Масри разделил свои силы на три группы:
- Восточную армию под командованием Абдаллы ибн Хусейна, которая осадила Медину с востока,
- Южную армию под командованием Али ибн Хусейна, которая образовала заслон к югу от Медины,
- Северную армию под командованием Фейсала ибн Хусейна, которая образовала заслон к северу от Медины.

Город защищали войска под командованием турецкого губернатора Медины Фахри-паши, который отказался сдать город даже после окончания войны. Он проигнорировал как приказ министра обороны о капитуляции, так и приказ самого султана о своём смещении с поста губернатора Медины, заявив, что ему явился пророк Мухаммед и повелел защищать священный город. В итоге в январе 1919 года он был арестован своими собственными подчинёнными, перед которыми замаячила реальная угроза смерти от голода в осаждённом городе в ситуации, когда война уже закончилась.